# Cathédrale Saint-Étienne d'Agde
Pour les articles homonymes, voir Saint-Étienne (homonymie).
Cette ancienne cathédrale n’est pas la seule cathédrale Saint-Étienne.
La cathédrale Saint-Étienne d’Agde est une ancienne cathédrale fortifiée catholique romaine située dans la ville d'Agde, dans le département français de l'Hérault et la région Occitanie.
Elle est dédiée à saint Étienne. La ville est le siège de l'évêché d'Agde du Ve siècle jusqu'en 1790.
Sa principale particularité est d'avoir été construite en pierre volcanique noire provenant du mont Saint-Loup, ce qui accentue le caractère imposant de ses fortifications.

## Historique
C'est en 1173 que l’évêque Guillaume II entreprend la fortification du bâtiment sur les fondations d'une ancienne église carolingienne du IXe siècle, construite sur l'emplacement d'un ancien temple grec dédié à Diane. La cathédrale présente l'un des plus beaux exemples d'église romane fortifiée de la région.

## Description
La cathédrale Saint-Étienne est une cathédrale impressionnante par sa couleur noire, ses fortifications et ses proportions.
C’est le basalte extrait des carrières proches qui a donné cette couleur si marquante aux murs du bâtiment. Avec son donjon qui culmine à 35 mètres de hauteur et ses créneaux de château fort avec mâchicoulis sur arcs et l'épaisseur des murs de 2 à 3 mètres en font une forteresse inviolable.

## L'ancien cloître
Le cloître roman qui jouxtait la cathédrale a été détruit en 1857. C'est avec des éléments provenant du cloître détruit, tels les chapiteaux et les colonnettes, que l'on a construit peu de temps après la chapelle Notre-Dame, actuelle entrée de la cathédrale.

## Dimensions
Hauteur (donjon) : 35 mètres.

## L'orgue
En 1901, Maurice Puget construit un orgue romantique composé de 22 jeux, 2 claviers 56 notes, 1 pédalier 30 notes. Il était mécano-pneumatique pour le tirage des jeux et les claviers/pédalier. Il possédait un combinateur à cinq poussoirs pour des combinaisons générales allant des flûtes au Tutti. Dans les années 1956, on fit quelques modifications. Cet orgue de qualité médiocre fut remplacé à la demande de Mgr Decavelle, responsable de la commission des orgues auprès des monuments historiques, par un nouvel instrument.
L'orgue actuel, d'esthétique baroque de l'Allemagne centrale, fut construit en 1990 par Gérald Guillemin, facteur d'orgues à Malaucène (Vaucluse), il est inspiré d'un orgue de Gottfried Silbermann tel que Jean-Sébastien Bach aurait joué. De l'ancien orgue, on a récupéré la face avant à 4 tourelles surmontées d'un lanterneau et trois plates-faces, ainsi que le bourdon de 16' en merisier. L'orgue possède 29 jeux, 2 claviers de 56 notes et un pédalier de 30 notes. La traction est mécanique.

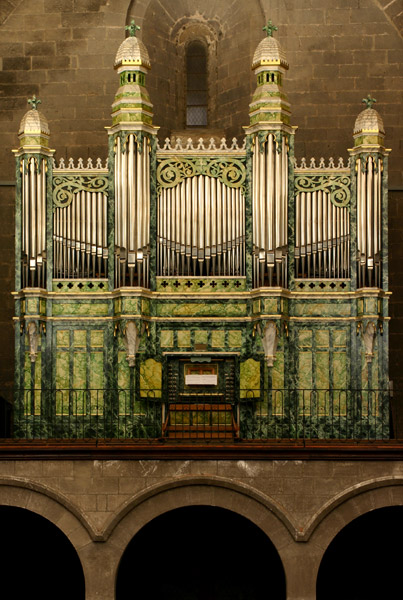
Orgue Gérald Guillemin, 1990.

 Composition 
| II/ Grand-Orgue |
| Bordun 16'      |
| Principal 8'    |
| Rohrflöte 8'    |
| Quintaden 8'    |
| Octava 4'       |
| Spitzflöte 4'   |
| Quinta 2'2/3    |
| Octava 2'       |
| Mixtur VI       |
| Cornet III      |
| Trompete 8'     |

| I/ Récit       |
| Gemshorn 8'    |
| Gedackt 8'     |
| Octava 4'      |
| Rohrflöte 4'   |
| Nazat 2'2/3    |
| Octava 2'      |
| Waldflöte 2'   |
| Quinta 1'1/3   |
| Sifflöte 1'    |
| Sesquialter II |
| Mixtur III     |
| Krummhorn 8'   |
| Vox Humana 8'  |

| Pédale            |
| Principalbass 16' |
| Octavbass 8'      |
| Posaunenbass 32'  |
| Posaunenbass 16'  |
| Trompetenbass 8'  |

## Les cloches
La cathédrale est dotée de cinq cloches. Quatre d'entre elles sont installées dans la chambre des cloches au sommet de la tour-clocher, fondues en 1894 et 1895 par Burdin-Aîné, fondeur à Lyon. La 5e cloche est située sur le toit du clocher et sert uniquement de tintement pour l'horloge, fondue en 1665 par Daniac Fulcrand à Béziers, elle est classée monument historique depuis 1959.

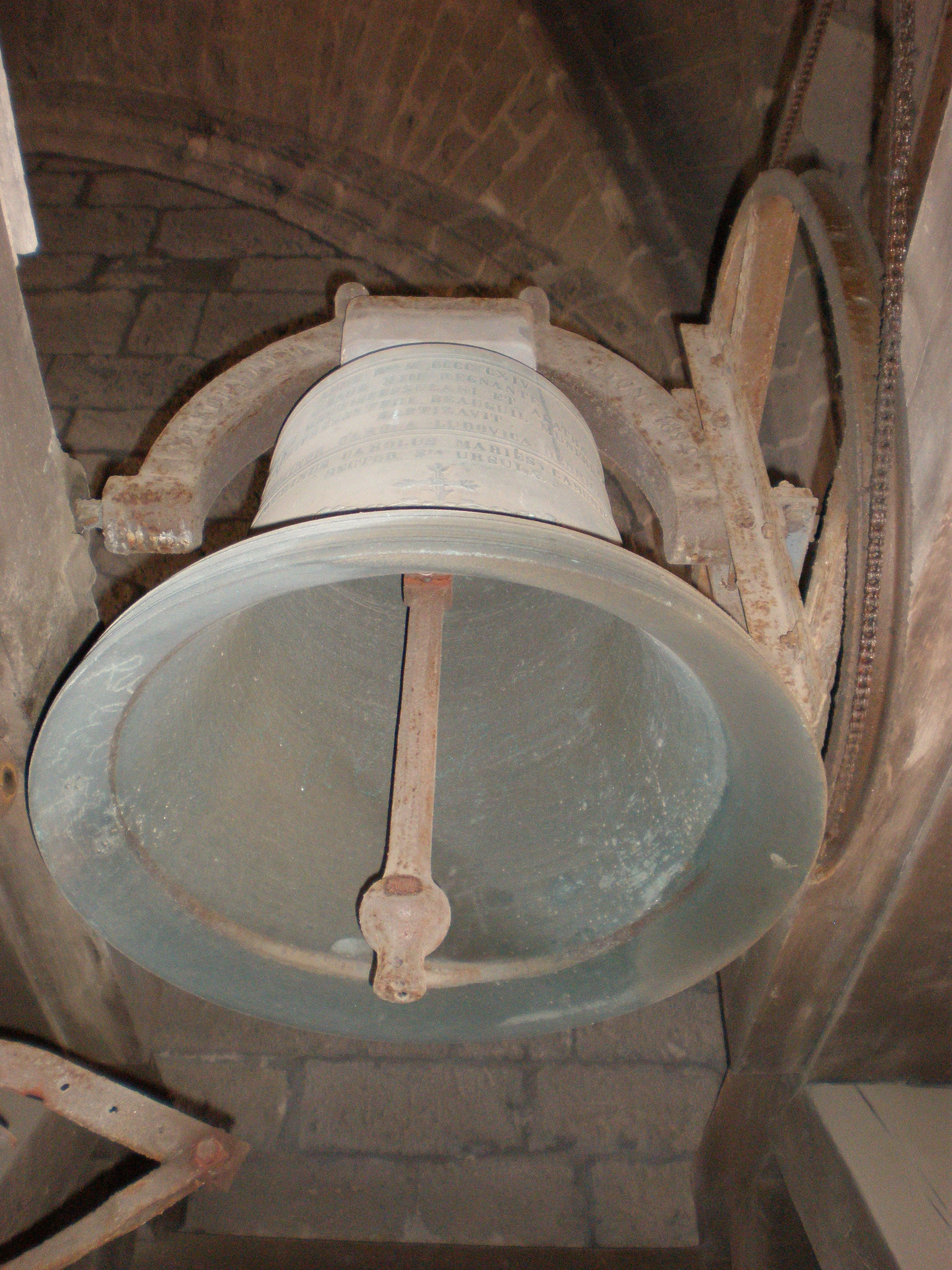
Le bourdon (diamètre 130 cm, note ré 3).
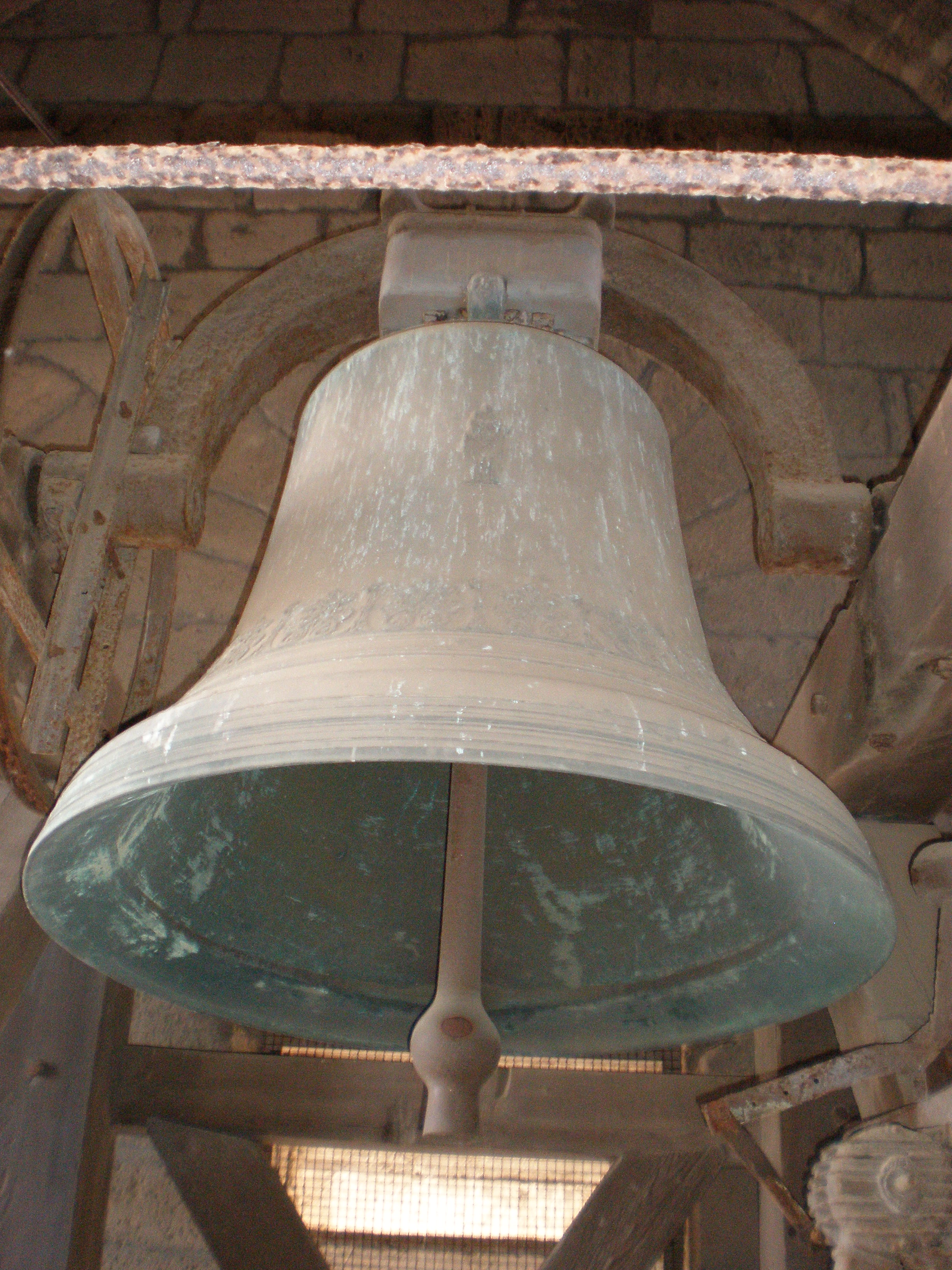
Benjamine n° 1 (diamètre 118 cm, note mi 3).
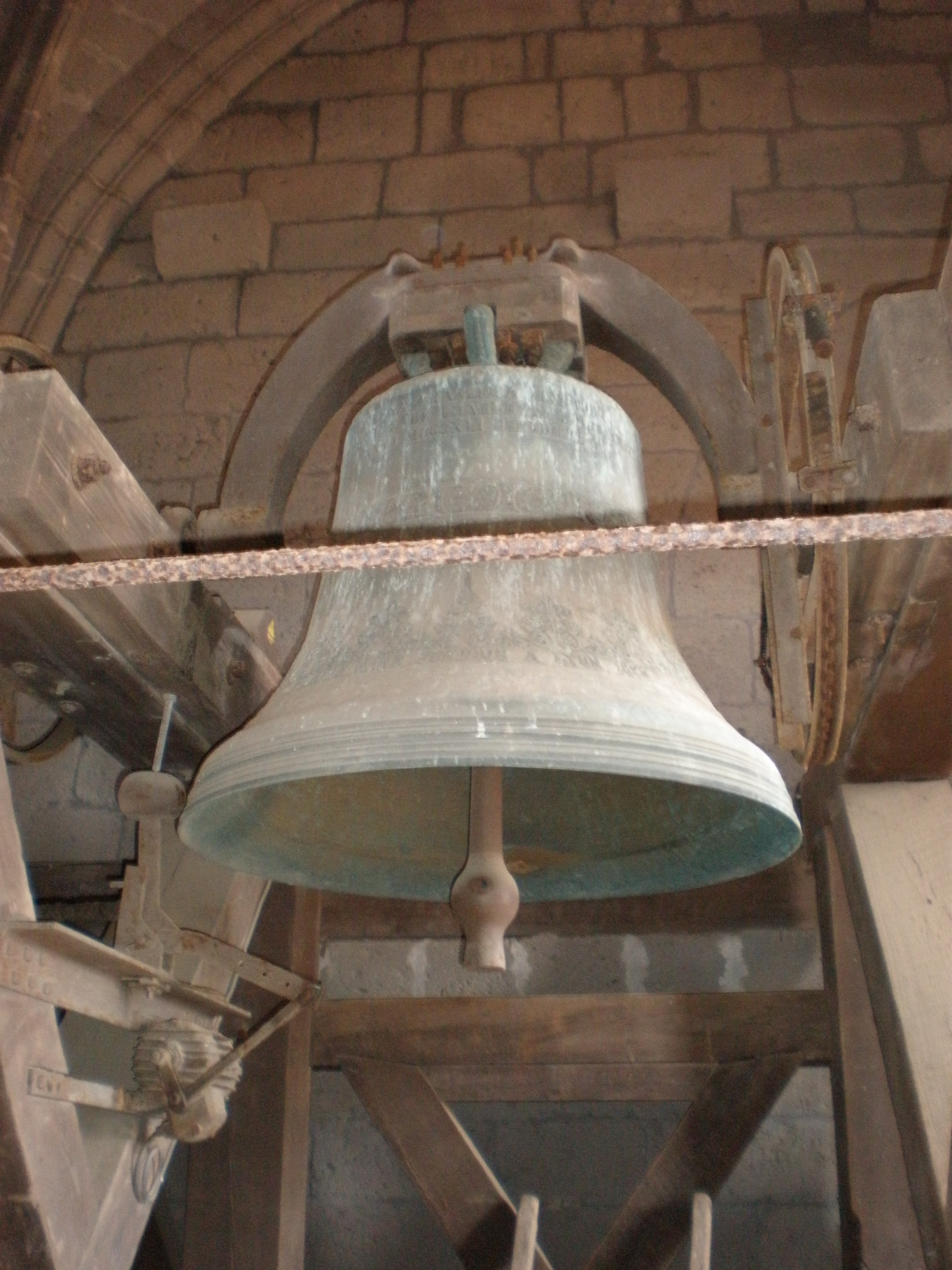
Benjamine n° 2 (diamètre 96 cm, note sol 3).
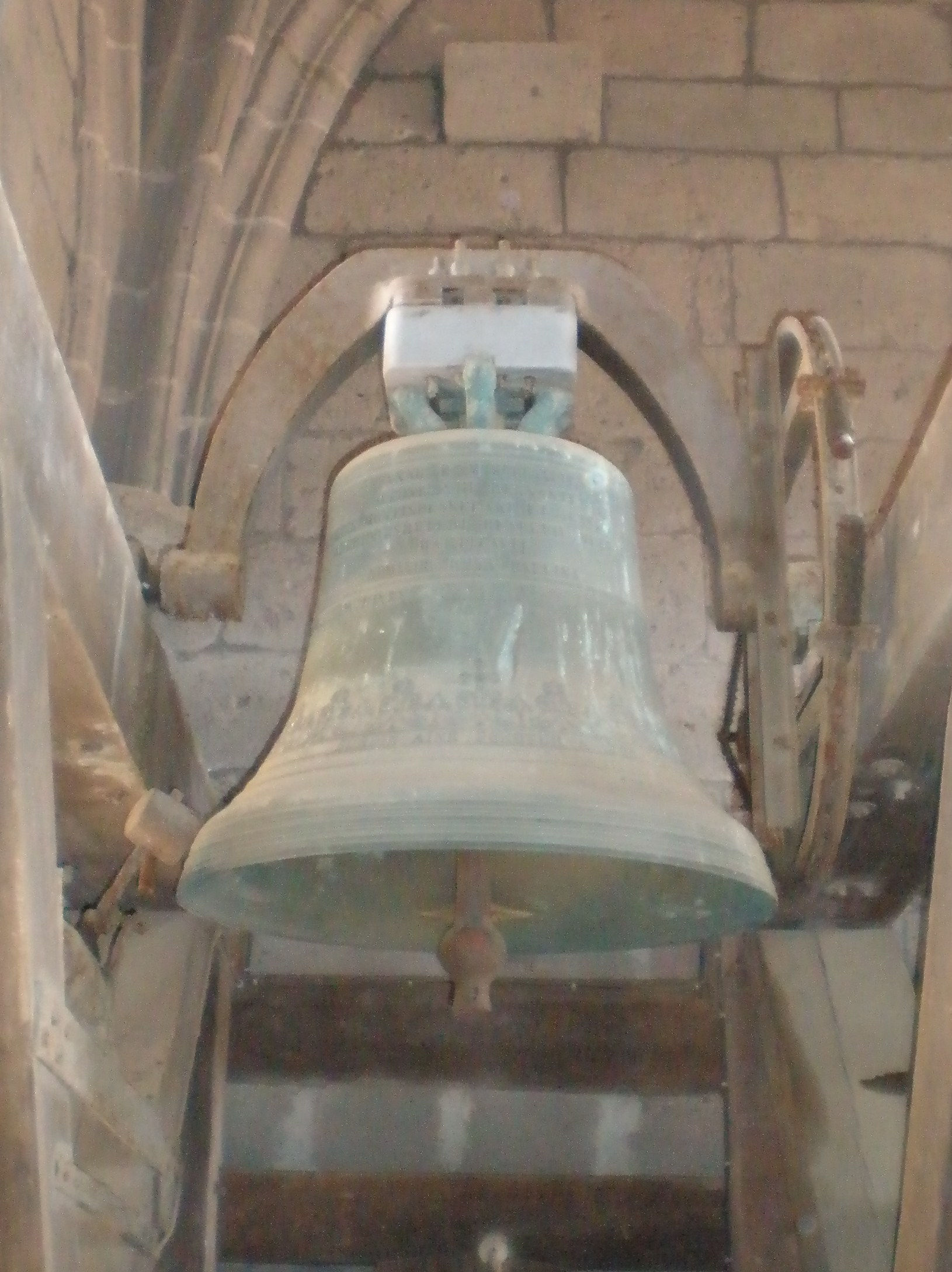
Benjamine n° 3 (diamètre 76 cm, note si 3).

## Protection
La cathédrale fait l’objet d’un classement au titre des monuments historiques par la liste de 1840.

## Galerie d'images

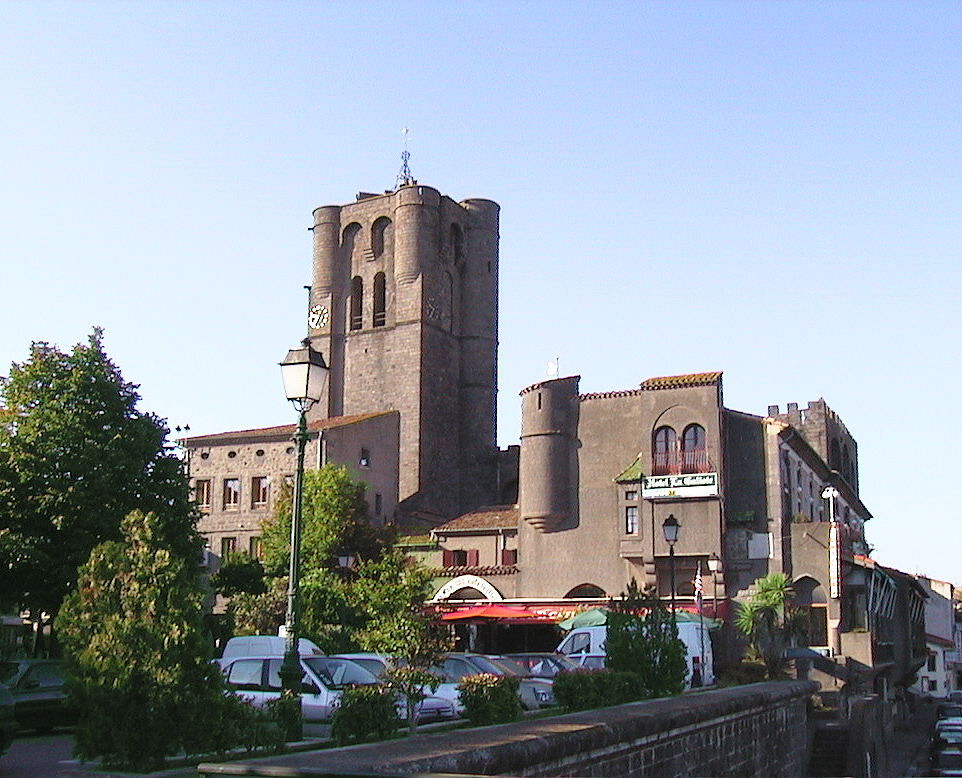
Vué générale.
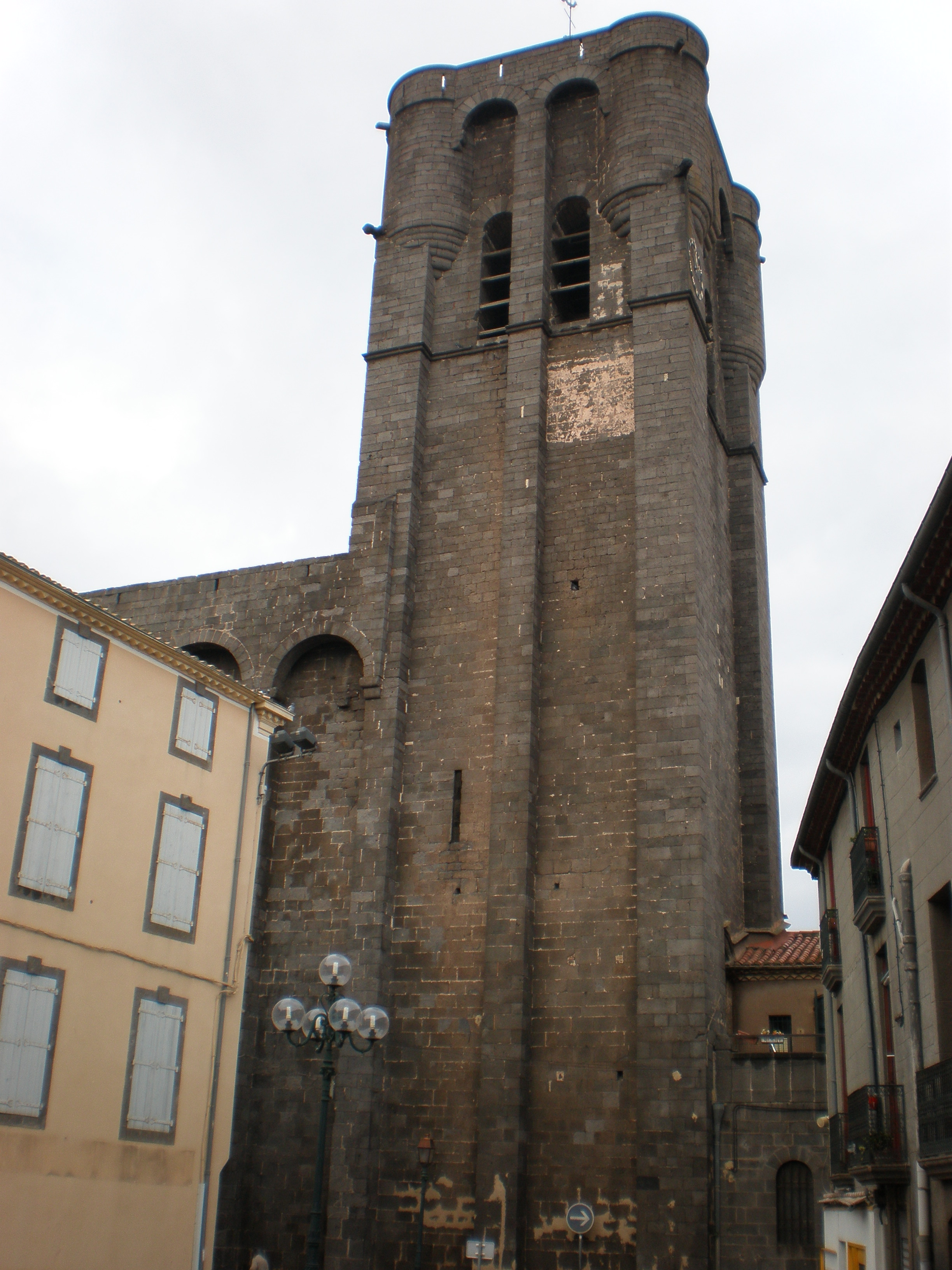
La tour-clocher.
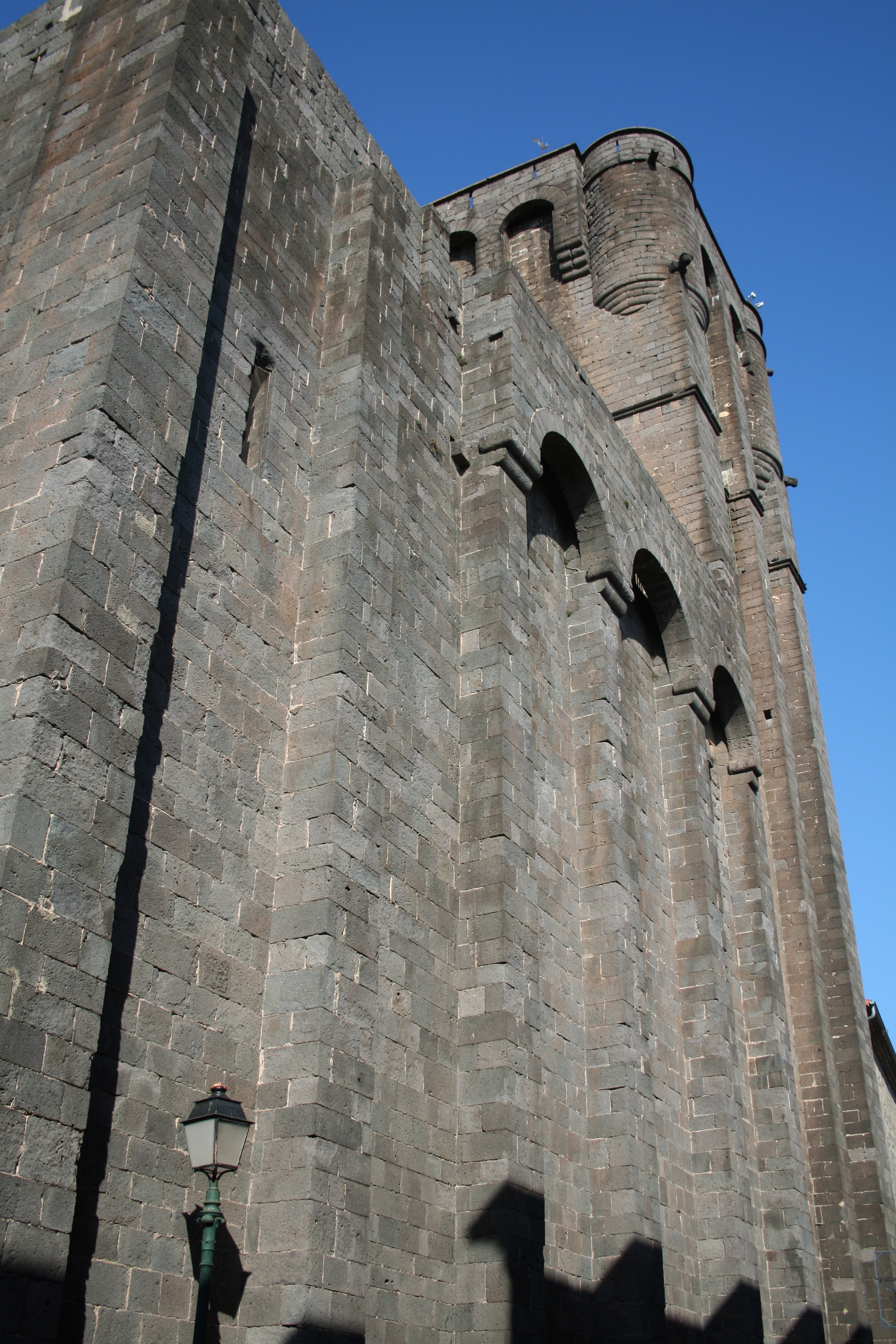
Vue du mur sud.
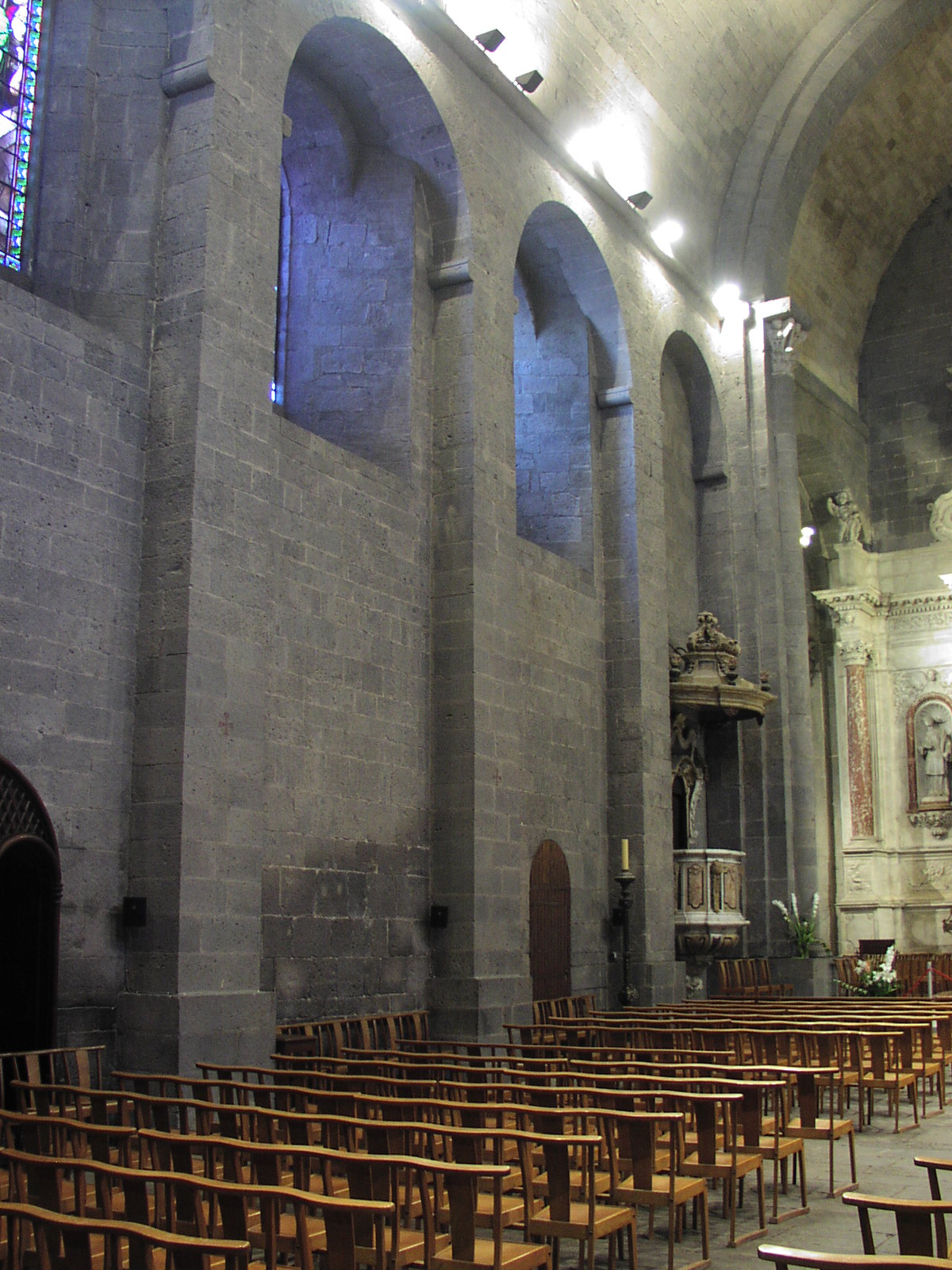
L'intérieur de la cathédrale.
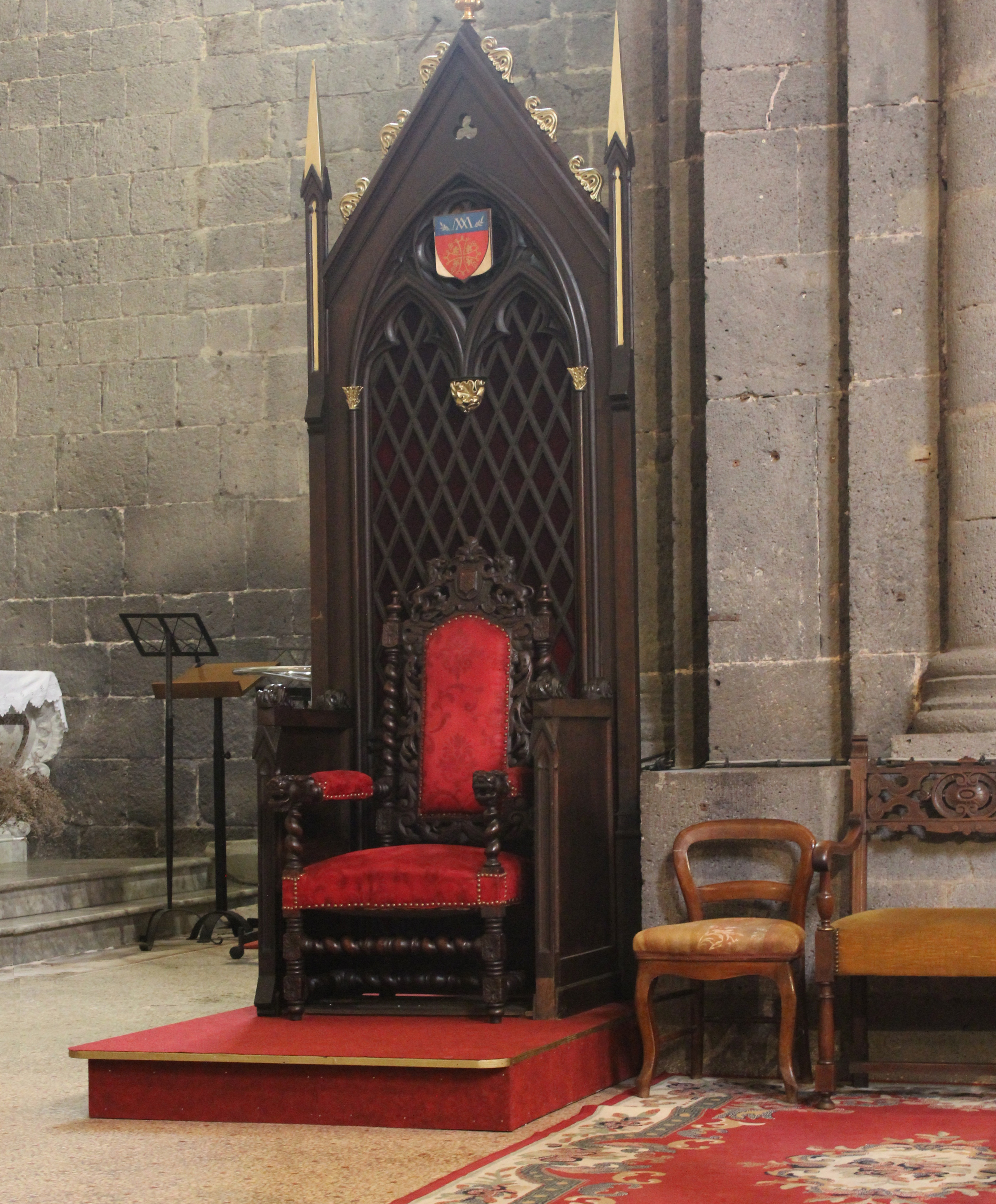
La chaise de l'évêque (cathèdre).